# سونکیچی شیباتا
سونکیچی شیباتا (انگلیسی: Tsunekichi Shibata; ۱ ژانویهٔ ۱۸۵۰ – ۱ ژانویهٔ ۱۹۲۹) کارگردان فیلم اهل ژاپن بود.